# Bill Sheffield

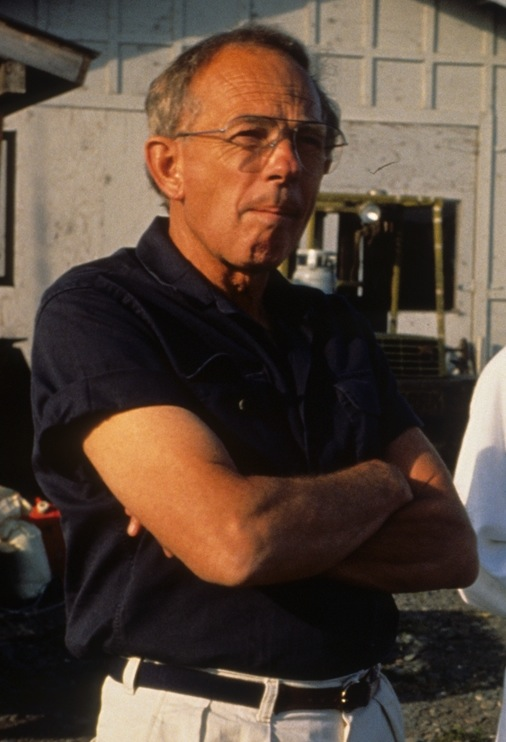
Bill Sheffield (1989)

William Jennings „Bill“ Sheffield (* 26. Juni 1928 in Spokane, Washington; † 4. November 2022 in Anchorage, Alaska) war ein US-amerikanischer Politiker der Demokratischen Partei, der von 1982 bis 1986 Gouverneur des Bundesstaates Alaska war.

## Werdegang
Sheffield studierte an der DeForest Training School in Chicago und diente dann von 1946 bis 1949 im United States Army Air Corps. Ab 1953 lebte er in Alaska. Er war Gründer und Geschäftsführer der Sheffield Enterprises, Inc., eines Hotelmanagementunternehmens. Ferner war er Präsident der Alaska Visitors Association sowie der Alaska Chamber of Commerce und nationaler Direktor der U.S. Jaycees. Sheffield war auch Mitglied der Anchorage City Planning Commission und der Anchorage Charter Commission. Er wurde 1982 zum Gouverneur von Alaska gewählt und hatte dies Amt vom 6. Dezember 1982 bis zum 1. Dezember 1986 inne.